# Ardmore (Oklahoma)
Ardmore és una ciutat dels Estats Units a l'estat d'Oklahoma. Segons el cens del 2000 tenia 23.711 habitants.

## Demografia
Segons el cens del 2000, Ardmore tenia 23.711 habitants, 9.646 habitatges, i 6.308 famílies. La densitat de població era de 186,4 habitants per km².
Dels 9.646 habitatges en un 30% hi vivien nens de menys de 18 anys, en un 47,4% hi vivien parelles casades, en un 14,1% dones solteres, i en un 34,6% no eren unitats familiars. En el 31,2% dels habitatges hi vivien persones soles el 14,7% de les quals corresponia a persones de 65 anys o més que vivien soles. El nombre mitjà de persones vivint en cada habitatge era de 2,36 i el nombre mitjà de persones que vivien en cada família era de 2,95.
Per edats la població es repartia de la següent manera: un 25,1% tenia menys de 18 anys, un 8,1% entre 18 i 24, un 25,8% entre 25 i 44, un 22,2% de 45 a 60 i un 18,8% 65 anys o més.
L'edat mediana era de 39 anys. Per cada 100 dones de 18 o més anys hi havia 84 homes.
La renda mediana per habitatge era de 28.046$ i la renda mediana per família de 37.758$. Els homes tenien una renda mediana de 28.685$ mentre que les dones 23.070$. La renda per capita de la població era de 16.502$. Entorn del 13,6% de les famílies i el 18,3% de la població estaven per davall del llindar de pobresa.

## Poblacions més properes
El següent diagrama mostra les poblacions més properes.